# Libri di Alien
La serie di film di Alien ha dato vita ad una ricca produzione di romanzi che si affiancano ai romanzamenti dei film.
Fino al 1998 i libri, pubblicati dalla Bantam Books, erano tutti adattamenti di precedenti fumetti della Dark Horse Comics. Quelli editi dal 2005 in poi sono storie originali pubblicate dalla DH Press, una imprint della stessa Dark Horse.

## Elenco di libri

### Romanzamento dei film
| Anno | Romanzo                                    | Autore                       | Note                                          |
| ---- | ------------------------------------------ | ---------------------------- | --------------------------------------------- |
| 1979 | Alien (Alien)                              | Alan Dean Foster             | Romanzamento del film Alien                   |
| 1986 | Aliens - Scontro finale (Aliens)           | Alan Dean Foster             | Romanzamento del film Aliens - Scontro finale |
| 1992 | Alien³ (Alien³)                            | Alan Dean Foster             | Romanzamento del film Alien³                  |
| 1997 | Alien - La clonazione (Alien Resurrection) | A. C. Crispin                | Romanzamento del film Alien - La clonazione   |
| 1998 | Alien - La clonazione (Alien Resurrection) | Terry Bisson                 | Romanzamento del film Alien - La clonazione   |
| 2012 | Prometheus                                 | Jon Spaihts e Damon Lindelof | Romanzamento del film Prometheus              |
| 2017 | Alien: Covenant                            | Alan Dean Foster             | Romanzamento del film Alien: Covenant         |

### SerieAliens
| Anno | Romanzo                                          | Autore                       | Note                                                 |
| ---- | ------------------------------------------------ | ---------------------------- | ---------------------------------------------------- |
| 1992 | Aliens. Il nido sulla Terra (Aliens: Earth Hive) | Steve Perry                  | Romanzamento del fumetto Aliens                      |
| 1993 | Aliens. Incubo (Aliens: Nightmare Asylum)        | Steve Perry                  | Romanzamento del fumetto Aliens II                   |
| 1993 | Aliens: The Female War                           | Steve Perry e Stephani Perry | Romanzamento del fumetto Aliens: Earth War           |
| 1993 | Aliens: Genocide                                 | David Bischoff               | Romanzamento del fumetto Aliens: Genocidio           |
| 1995 | Alien. Dentro l'alveare (Aliens: Alien Harvest)  | Robert Sheckley              | Romanzamento del fumetto Aliens: Alveare             |
| 1995 | Aliens: Rogue                                    | Sandy Schofield              | Romanzamento del fumetto Aliens: Fuorilegge          |
| 1996 | Aliens: Labyrinth                                | S. D. Perry                  | Romanzamento del fumetto Aliens: Labyrinth           |
| 1996 | Aliens: Music of the Spears                      | Yvonne Navarro               | Romanzamento del fumetto Aliens: Music of the Spears |
| 1998 | Aliens: Berserker                                | S. D. Perry                  | Romanzamento del fumetto Aliens: Berserker           |
| 2005 | Aliens: Original Sin                             | Michael Jan Friedman         |                                                      |
| 2006 | Aliens: DNA War                                  | Diane Carey                  |                                                      |
| 2007 | Aliens: Cauldron                                 | Diane Carey                  |                                                      |
| 2007 | Aliens: Steel Egg                                | John Shirley                 |                                                      |
| 2008 | Aliens: Criminal Enterprise                      | S. D. Perry                  |                                                      |
| 2008 | Aliens: No Exit                                  | B. K. Evenson                |                                                      |

### SerieAlien
| Anno | Romanzo                   | Autore             | Note                                                                         |
| ---- | ------------------------- | ------------------ | ---------------------------------------------------------------------------- |
| 2014 | Alien: Out of the Shadows | Tim Lebbon         | Ambientato tra i film Alien e Aliens - Scontro finale                        |
| 2014 | Alien: Sea of Sorrows     | James A. Moore     | Seguito di Alien: Out of the Shadows                                         |
| 2014 | Alien: River of Pain      | Christopher Golden | Seguito di Alien: Sea of Sorrows                                             |
| 2016 | Alien: Invasion           | Tim Lebbon         | Secondo romanzo della Trilogia Rage War. È il seguito di Predator: Incursion |

### Antologie di racconti
| Anno | Titolo           | Storie contenute |
| ---- | ---------------- | --- |
| 2017 | Aliens: Bug Hunt | - Chance Encounter di Paul Kupperberg - Reaper di Dan Abnett - Broken di Rachel Caine - Reclamation di Yvonne Navarro - Blowback di Christopher Golden - Exterminators di Matt Forbeck - No Good Deed di Ray Garton - Zero to Hero di Weston Ochse - Dark Mother di David Farland - Episode 22 di Larry Correia - Deep Background di Keith R. A. DeCandido - Empty Nest di Brian Keene - Darkness Falls di Heather Graham - Hugs to Die For di Mike Resnick e Marina J. Lostetter - Deep Black di Jonathan Maberry - Distressed di James A. Moore - Dangerous Prey di Scott Sigler - Spite di Tim Lebbon |

### Altri libri
| Anno | Romanzo                          | Autore           | Note                                     |
| ---- | -------------------------------- | ---------------- | ---------------------------------------- |
| 2014 | Alien: The Weyland-Yutani Report | S. D. Perry      | Guida tecnica fittizia sugli Xenomorfi   |
| 2017 | Alien: Covenant - Origins        | Alan Dean Foster | Romanzo prequel del film Alien: Covenant |

### Libri per bambini
| Anno | Romanzo                         | Autore               |
| ---- | ------------------------------- | -------------------- |
| 1992 | Cyberantics: A Little Adventure | Stanislaw Mayakovsky |
| 2015 | Alien Next Door                 | Joey Spiotto         |

### Romanzi ungheresi non ufficiali
| Anno | Romanzo                          | Autore            | Note                                                |
| ---- | -------------------------------- | ----------------- | --------------------------------------------------- |
| 1998 | Aliens: Benned él a Halál        | Stuart Herrington |                                                     |
| 1999 | Aliens: Szövetségben a Halállal  | Thobias T. Seabay | Sequel di Aliens: Benned él a Halál                 |
| 2002 | Idegen: A Végső Vesztes: a Halál | Torkos Attila     | Sequel alternativo del film Aliens - Scontro finale |